# Cuarto tono (letra)
Ч , ч, llamada cuarto tono es una letra del alfabeto latino extendido. Utilizado en el alfabeto mixto Zhuang de 1957 a 1986. No está representado en Unicode, por lo que en su lugar se utiliza la Ч cirílica.

## Uso
La Ч denota el cuarto tono ([˦˨] en IPA). Pero en 1986 fue sustituido por X.

## Ortografía
El estilo de esta letra es similar a la CH cirílica, ⟨Ч⟩.